# Porsche Tennis Grand Prix 1981
Il Porsche Tennis Grand Prix 1981 è stato un torneo femminile di tennis giocato sul sintetico indoor. È stata la 4ª edizione del Porsche Tennis Grand Prix, che fa del WTA Tour 1981. Si è giocato a Stoccarda in Germania, dal 26 ottobre al 1º novembre 1980.

## Campionesse

### Singolare
Tracy Austin ha battuto in finale  Martina Navrátilová con il punteggio di 4–6, 6–3, 6–4

### Doppio
Mima Jaušovec /  Martina Navrátilová hanno battuto in finale  Barbara Potter /  Anne Smith con il punteggio di 6–4, 6–1